# 坤都营子乡
坤都营子乡，是中华人民共和国辽宁省朝阳市喀喇沁左翼蒙古族自治县下辖的一个乡镇级行政单位。

## 行政区划
坤都营子乡下辖以下地区：
坤都营子村、波汰沟村、房申村、张家窑村、上店村和钱牌杖子村。